# 美香と香菜子のおさんぽ土曜日
美香と香菜子のおさんぽ土曜日は（みかとかなこのおさんぽどようび）は、2020年10月3日からHBCラジオで放送されているラジオ番組。

## 放送時間
- 土曜日 8:00 - 13:00 2020年10月3日 - 2021年3月（JST）[1]
- 土曜日 9:00 - 13:00 2021年4月 - 2024年9月28日（JST）
- 土曜日 9:30 - 12:00 2024年10月5日 - 現在（JST）

## 出演者
- 田村美香

2024年9月28日までは10:00より出演。
- 室谷香菜子（HBCアナウンサー）

前番組『室谷香菜子 fightoooh!!』より引き続き出演。

### 過去の出演者
- 建山義紀（当時HBC野球解説者）

10時台のみ出演。スケジュールの都合上、電話あるいはリモート出演となる場合もあり。
出演時間帯のジングルは『美香と香菜子と義紀のおさんぽ土曜日』となる。
なお、2021年8月までは野球日本代表（侍ジャパン）投手コーチを務めていたため、東京オリンピック前後の招集期間中は欠席し、代役として週替わりのゲストと電話で繋いでいた。
2023年からは北海道日本ハムファイターズの一軍投手コーチに就任する。このため、出演は2022年末までとなる。

## タイムテーブル
- 9:00 番組スタート!
- 9:05 ニュース・道路・天気情報
- 9:35 OTARU CITY CRUISE
- 9:51 室谷香菜子のなまらニュース
- 10:00 田村美香 登場
- 10:30 ニュース・道路・天気情報
- 11:00 テレフォン人生相談（ニッポン放送より裏送り）
- 11:25頃 おさんぽプレイリスト
- 12:00 おさんぽ喫茶
- 12:18 おさんぽLife